# Распределение хи-квадрат
Распределе́ние {\displaystyle \chi ^{2}} (хи-квадра́т) с {\displaystyle k} степеня́ми свобо́ды — распределение суммы квадратов {\displaystyle k} независимых стандартных нормальных случайных величин.

## Определение
Пусть {\displaystyle z_{1},\ldots ,z_{k}} — совместно независимые стандартные нормальные случайные величины, то есть: {\displaystyle z_{i}\sim N(0,1)}. Тогда случайная величина
{\displaystyle x=z_{1}^{2}+\ldots +z_{k}^{2}}
имеет распределение хи-квадрат с {\displaystyle k} степенями свободы, то есть {\displaystyle x\sim f_{\chi ^{2}(k)}(x)}, или, если записать по-другому:
{\displaystyle x=\sum \limits _{i=1}^{k}z_{i}^{2}\sim \chi ^{2}(k)}.
Распределение хи-квадрат является частным случаем гамма-распределения, и его плотность имеет вид:
{\displaystyle f_{\chi ^{2}(k)}(x)\equiv \Gamma \!\left({k \over 2},{2}\right)={\frac {(1/2)^{k \over 2}}{\Gamma \!\left({k \over 2}\right)}}\,x^{{k \over 2}-1}\,e^{-{\frac {x}{2}}}},
где {\displaystyle \Gamma \!\left({k/2},2\right)} означает гамма-распределение, а {\displaystyle \Gamma \!\left({k/2}\right)} — гамма-функцию.
Функция распределения имеет следующий вид:
{\displaystyle F_{\chi ^{2}(k)}(x)={\frac {\gamma \left({k \over 2},{x \over 2}\right)}{\Gamma \left({k \over 2}\right)}}},
где {\displaystyle \Gamma } и {\displaystyle \gamma } обозначают соответственно полную и нижнюю неполную гамма-функции.

## Свойства распределения хи-квадрат
- Распределение хи-квадрат устойчиво относительно суммирования. Если {\displaystyle Y_{1},Y_{2}} независимы, и {\displaystyle Y_{1}\sim \chi ^{2}(k_{1})}, а {\displaystyle Y_{2}\sim \chi ^{2}(k_{2})}, то {\displaystyle Y_{1}+Y_{2}\sim \chi ^{2}(k_{1}+k_{2})}.
- Из определения легко получить моменты распределения хи-квадрат. Если {\displaystyle Y\sim \chi ^{2}(k)}, то

{\displaystyle \mathbb {E} [Y]=k},
{\displaystyle \mathrm {D} [Y]=2k}.
- В силу центральной предельной теоремы, при большом числе степеней свободы распределение случайной величины {\displaystyle Y\sim \chi ^{2}(k)} может быть приближено нормальным {\displaystyle Y\approx N(k,2k)}. Более точно

{\displaystyle {\frac {Y-k}{\sqrt {2k}}}\to N(0,1)} по распределению при {\displaystyle k\to \infty }.

## Связь с другими распределениями
- Если {\displaystyle X_{1},\ldots ,X_{k}} независимые нормальные случайные величины, то есть: {\displaystyle X_{i}\sim N(\mu ,\sigma ^{2}),\;i=1,\ldots ,k;\;\mu } известно, то случайная величина

{\displaystyle Y=\sum _{i=1}^{k}\left({\frac {X_{i}-\mu }{\sigma }}\right)^{2}}
имеет распределение {\displaystyle \chi ^{2}(k)}.
- Если {\displaystyle k=2}, то распределение хи-квадрат совпадает с экспоненциальным распределением:

{\displaystyle \chi ^{2}(2)\equiv \mathrm {Exp} (1/2)}.
- Если {\displaystyle X\sim \chi ^{2}(2k)}, тогда {\displaystyle X\sim \operatorname {Erlang} (k,1/2)} — распределение Эрланга.
- Если {\displaystyle Y_{1}\sim \chi ^{2}(k_{1})} и {\displaystyle Y_{2}\sim \chi ^{2}(k_{2})}, то случайная величина

{\displaystyle F={\frac {Y_{1}/k_{1}}{Y_{2}/k_{2}}}}
имеет распределение Фишера со степенями свободы {\displaystyle (k_{1},k_{2})}.
- {\displaystyle \chi _{k}^{2}\sim {\chi '}_{k}^{2}(0)} (нецентральное хи-квадрат распределение с параметром нецентральности {\displaystyle \lambda =0})
- Если {\displaystyle X\sim \chi ^{2}(\nu )\,} и {\displaystyle c>0\,}, тогда {\displaystyle cX\sim \Gamma (k=\nu /2,\theta =2c)\,}. (гамма-распределение)
- Если {\displaystyle X\sim \chi _{k}^{2}}, тогда {\displaystyle {\sqrt {X}}\sim \chi _{k}} (хи распределение)
- Если {\displaystyle X\sim \operatorname {Rayleigh} (1)\,} (распределение Рэлея), тогда {\displaystyle X^{2}\sim \chi ^{2}(2)\,}
- Если {\displaystyle X\sim \operatorname {Maxwell} (1)\,} (распределение Максвелла), тогда {\displaystyle X^{2}\sim \chi ^{2}(3)\,}
- Если {\displaystyle X\sim \chi ^{2}(\nu _{1})\,} и {\displaystyle Y\sim \chi ^{2}(\nu _{2})\,} независимы, тогда {\displaystyle {\tfrac {X}{X+Y}}\sim \operatorname {Beta} ({\tfrac {\nu _{1}}{2}},{\tfrac {\nu _{2}}{2}})\,} — (бета-распределение)
- Если {\displaystyle X\sim \operatorname {U} (0,1)\,} — (равномерное распределение), тогда {\displaystyle -2\log(X)\sim \chi ^{2}(2)\,}
- {\displaystyle \chi ^{2}(6)\,} — преобразование распределения Лапласа
- Если {\displaystyle X_{i}\sim \operatorname {Laplace} (\mu ,\beta )\,}, тогда {\displaystyle \sum _{i=1}^{n}{\frac {2|X_{i}-\mu |}{\beta }}\sim \chi ^{2}(2n)\,}
- хи-квадрат распределение — преобразование распределения Парето
- t-распределение — преобразование распределения хи-квадрат
- t-распределение может быть получено из распределения хи-квадрат и нормального распределения
- Если {\displaystyle X_{1}\sim \chi ^{2}(k_{1})} и {\displaystyle X_{2}\sim \chi ^{2}(k_{2})} — независимы, тогда {\displaystyle X_{1}+X_{2}\sim \chi ^{2}(k_{1}+k_{2})}. Если {\displaystyle X_{1}} и {\displaystyle X_{2}} не являются независимыми, тогда {\displaystyle X_{1}+X_{2}} не обязано быть распределено по закону хи-квадрат.

## Вариации и обобщение
Дальнейшим обобщением распределения хи-квадрат является так называемое нецентральное распределение хи-квадрат, возникающее в некоторых задачах статистики.

## Квантили
Квантиль — это число (аргумент), на котором функция распределения равна заданной, требуемой вероятности. Грубо говоря, квантиль — это результат обращения функции распределения, но есть тонкости с разрывными функциями распределения.

## История
Критерий {\displaystyle \chi ^{2}} был предложен Карлом Пирсоном в 1900 году. Его работа рассматривается как фундамент современной математической статистики. Предшественники Пирсона просто строили графики экспериментальных результатов и утверждали, что они правильны. В своей статье Пирсон привёл несколько интересных примеров злоупотреблений статистикой. Он также доказал, что некоторые результаты наблюдений за рулеткой (на которой он проводил эксперименты в течение двух недель в Монте-Карло в 1892 году) были так далеки от ожидаемых частот, что шансы получить их снова при предположении, что рулетка устроена добросовестно, равны одному из 1029.
Общее обсуждение критерия {\displaystyle \chi ^{2}} и обширную библиографию можно найти в обзорной работе Вильяма Дж. Кокрена.

## Приложения
Распределение хи-квадрат имеет многочисленные приложения при статистических выводах, например при использовании критерия хи-квадрат и при оценке дисперсий. Оно используется в проблеме оценивания среднего нормально распределённой популяции и проблеме оценивания наклона линии регрессии благодаря его роли в распределении Стьюдента. Оно используется в дисперсионном анализе.
Далее приведены примеры ситуаций, в которых распределение хи-квадрат возникает из нормальной выборки:
- если {\displaystyle X_{1},...,X_{n}} — независимые и одинаково распределенные по закону {\displaystyle N(\mu ,\sigma ^{2})} случайные величины, тогда {\displaystyle \sum _{i=1}^{n}(X_{i}-{\overline {X}})^{2}\sim \sigma ^{2}\chi _{n-1}^{2}}, где {\displaystyle {\overline {X}}={\frac {1}{n}}\sum _{i=1}^{n}X_{i}.}
- В таблице показаны некоторые статистики, основанные на {\displaystyle X_{i}\sim N(\mu _{i},\sigma _{i}^{2}),i=1,...,k} независимых случайных величин, распределения которых связаны с распределением хи-квадрат:

| Название                               | Статистика                                                                                      |
| -------------------------------------- | ----------------------------------------------------------------------------------------------- |
| распределение хи-квадрат               | {\displaystyle \sum _{i=1}^{k}\left({\frac {X_{i}-\mu _{i}}{\sigma _{i}}}\right)^{2}}           |
| нецентральное распределение хи-квадрат | {\displaystyle \sum _{i=1}^{k}\left({\frac {X_{i}}{\sigma _{i}}}\right)^{2}}                    |
| распределение хи                       | {\displaystyle {\sqrt {\sum _{i=1}^{k}\left({\frac {X_{i}-\mu _{i}}{\sigma _{i}}}\right)^{2}}}} |
| нецентральное распределение хи         | {\displaystyle {\sqrt {\sum _{i=1}^{k}\left({\frac {X_{i}}{\sigma _{i}}}\right)^{2}}}}          |

## Таблица значенийχ2иp-значений
Для любого числа p между 0 и 1 определено p-значение — вероятность получить для данной вероятностной модели распределения значений случайной величины такое же или более экстремальное значение статистики (среднего арифметического, медианы и др.), по сравнению с наблюдаемым, при условии верности нулевой гипотезы. В данном случае это распределение {\displaystyle \chi ^{2}}. Так как значение функции распределения в точке для соответствующих степеней свободы дает вероятность получить значение статистики менее экстремальное, чем эта точка, p-значение можно получить, если отнять от единицы значение функции распределения. Малое p-значение — ниже выбранного уровня значимости — означает статистическую значимость. Этого будет достаточно, чтобы отвергнуть нулевую гипотезу. Чтобы различать значимые и незначимые результаты, обычно используют уровень 0,05.
В таблице даны p-значения для соответствующих значений {\displaystyle \chi ^{2}} у первых десяти степеней свободы.
| Степени свободы (df) | Значение {\displaystyle \chi ^{2}} | Значение {\displaystyle \chi ^{2}} | Значение {\displaystyle \chi ^{2}} | Значение {\displaystyle \chi ^{2}} | Значение {\displaystyle \chi ^{2}} | Значение {\displaystyle \chi ^{2}} | Значение {\displaystyle \chi ^{2}} | Значение {\displaystyle \chi ^{2}} | Значение {\displaystyle \chi ^{2}} | Значение {\displaystyle \chi ^{2}} | Значение {\displaystyle \chi ^{2}} |
| -------------------- | ---------------------------------- | ---------------------------------- | ---------------------------------- | ---------------------------------- | ---------------------------------- | ---------------------------------- | ---------------------------------- | ---------------------------------- | ---------------------------------- | ---------------------------------- | ---------------------------------- |
| 1                    | 0,004                              | 0,02                               | 0,06                               | 0,15                               | 0,46                               | 1,07                               | 1,64                               | 2,71                               | 3,84                               | 6,63                               | 10,83                              |
| 2                    | 0,10                               | 0,21                               | 0,45                               | 0,71                               | 1,39                               | 2,41                               | 3,22                               | 4,61                               | 5,99                               | 9,21                               | 13,82                              |
| 3                    | 0,35                               | 0,58                               | 1,01                               | 1,42                               | 2,37                               | 3,66                               | 4,64                               | 6,25                               | 7,81                               | 11,34                              | 16,27                              |
| 4                    | 0,71                               | 1,06                               | 1,65                               | 2,20                               | 3,36                               | 4,88                               | 5,99                               | 7,78                               | 9,49                               | 13,28                              | 18,47                              |
| 5                    | 1,14                               | 1,61                               | 2,34                               | 3,00                               | 4,35                               | 6,06                               | 7,29                               | 9,24                               | 11,07                              | 15,09                              | 20,52                              |
| 6                    | 1,63                               | 2,20                               | 3,07                               | 3,83                               | 5,35                               | 7,23                               | 8,56                               | 10,64                              | 12,59                              | 16,81                              | 22,46                              |
| 7                    | 2,17                               | 2,83                               | 3,82                               | 4,67                               | 6,35                               | 8,38                               | 9,80                               | 12,02                              | 14,07                              | 18,48                              | 24,32                              |
| 8                    | 2,73                               | 3,49                               | 4,59                               | 5,53                               | 7,34                               | 9,52                               | 11,03                              | 13,36                              | 15,51                              | 20,09                              | 26,12                              |
| 9                    | 3,32                               | 4,17                               | 5,38                               | 6,39                               | 8,34                               | 10,66                              | 12,24                              | 14,68                              | 16,92                              | 21,67                              | 27,88                              |
| 10                   | 3,94                               | 4,87                               | 6,18                               | 7,27                               | 9,34                               | 11,78                              | 13,44                              | 15,99                              | 18,31                              | 23,21                              | 29,59                              |
| p-значение           | 0,95                               | 0,90                               | 0,80                               | 0,70                               | 0,50                               | 0,30                               | 0,20                               | 0,10                               | 0,05                               | 0,01                               | 0,001                              |

Эти значения могут быть вычислены через квантиль (обратную функцию распределения) распределения хи-квадрат. Например, квантиль {\displaystyle \chi ^{2}} для p = 0,05 и df = 7 дает {\displaystyle \chi ^{2}}=14,06714 ≈ 14,07, как в таблице сверху. Это означает, что для экспериментального наблюдения семи независимых случайных величин {\displaystyle x_{1},...,x_{7}} при справедливости нулевой гипотезы «каждая величина описывается нормальным стандартным распределением с медианой 0 и стандартным отклонением 1» значение {\displaystyle x_{1}^{2}+...+x_{7}^{2}>14{,}07} можно получить лишь в 5 % реализаций. Получение большего значения обычно можно считать достаточным основанием для отбрасывания этой нулевой гипотезы.
В таблице дано округление до сотых; более точные таблицы для большего количества степеней свободы см., например, здесь.